# Andrés Sáinz Márquez
Andrés Sáinz Márquez (ur. 16 sierpnia 1969 w Arandas) – meksykański duchowny rzymskokatolicki, prałat terytorialny Jesús María del Nayar od 2025. 

## Życiorys
Wykształcenie zdobył w seminarium duchownym w San Juan de los Lagos. Święcenia kapłańskie przyjął 27 kwietnia 1996 i został inkardynowany do diecezji San Juan de los Lagos.
26 lutego 2025 papież Franciszek mianował go biskupem-prałatem Jesús María del Nayar. Sakry udzielił mu 18 czerwca 2025 w katedrze Jezusa i Maryi w Jesús María nuncjusz apostolski w Meksyku, arcybiskup Joseph Spiteri. 